# Alfons De Cockprijs
De Alfons De Cockprijs van de Koninklijke Bond der Oostvlaamse Volkskundigen is een tweejaarlijkse onderscheiding voor het beste volkskundig werk in Oost-Vlaanderen.  
De prijs is vernoemd naar Alfons De Cock (1875-1921), de grondlegger van volkskunde op wetenschappelijke basis.

## Bekroonde werken
- 1943: Kinderliedjes en Kinderspelen in Waasland, door Marcellijn Dewulf[2]
- 1945: Weerkundige Volkskalender voor het Vlaamse land, door Maurits Broeckhove[3]
- 1951: Het Volksleven in Waasland, door Marcellijn Dewulf[2]
- 1962: De rivaliteit tussen Aalst en Dendermonde vroeger en nu, door H. Van Hese.[4][5]
- 1964: De Folklore van de Hop in Vlaams-België, door Claude Vanhoucke[6]
- 1973: De baremakers, barbiers, en chirurgijn-barbiers en kappers te Gent, door Marcel Daem[7]
- 1975: De veren en veerdiensten in Oost-Vlaanderen, door Robert Ruys (1940-2019)[8][9][1]
- 1978: Het Bargoens te Sint-Niklaas, door Marcellijn Dewulf (1898-1980).[8][10]Hiermee heeft Dewulf driemaal de Alfons De Cockprijs gewonnen.[2]
- 1981: De wonderdokter Drieske Nijper uit Sint-Gillis-Waas door Maurits Broeckhove[8]
- 1983: Kruisboogschutters van St.-Joris, door Jozef Dauwe[11]
- 1991: Gekroonde honingkoek koninklijke peperkoek,  door R. Van Der Linden[12]